# El trío de Fort Worth

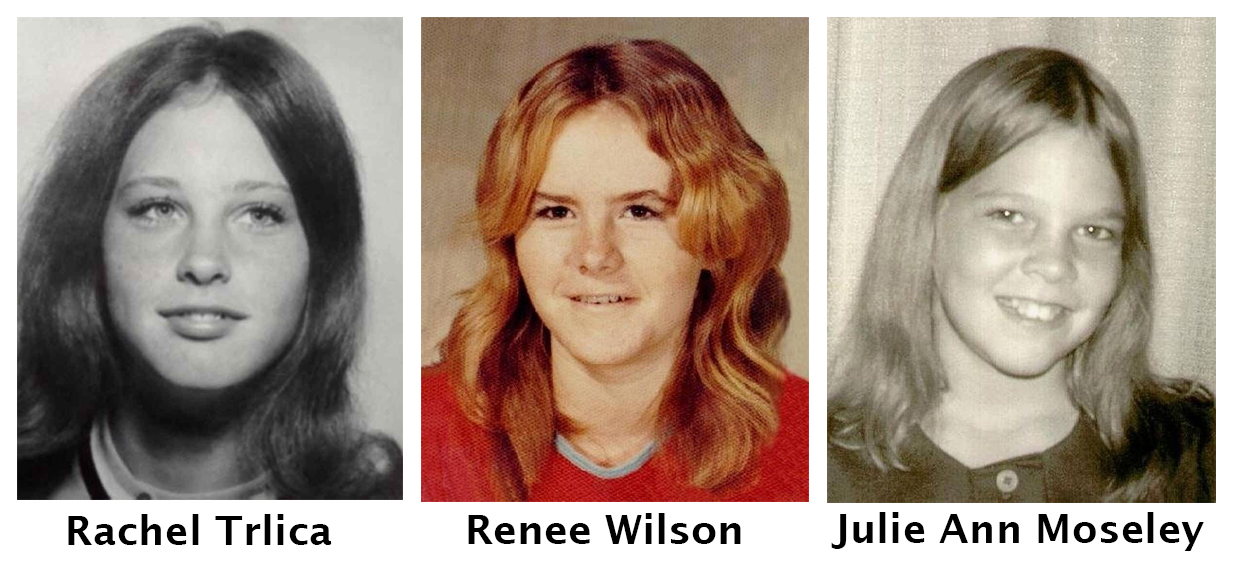
Fotografía policial con la cara de las tres jóvenes desaparecidas en 1974.

El trío de Fort Worth hace referencia a un caso de personas desaparecidas sin resolver que ocurrió el 23 de diciembre de 1974, cuando tres amigas, Mary Rachel Trlica, Lisa Renee Wilson y Julie Ann Moseley, desaparecieron en el centro comercial Seminary South, en Fort Worth (Texas), mientras realizaban las compras navideñas. Llegaron al recinto en un Oldsmobile 98 de 1972, vehículo que quedó estacionado en el aparcamiento y al que las chicas no regresaron. 

## Víctimas
La mayor de las tres era Mary Rachel Trlica (de soltera, Arnold), de 17 años de edad en el momento de su desaparición. Medía 1,68 metros, pesaba 49 kilos, tenía cabello largo castaño, ojos verdes y un diente frontal superior astillado y una pequeña cicatriz en la barbilla como rasgos identificativos. Estaba casada con su novio del instituto, Tommy Trlica, desde hacía seis meses y portaba su anillo de boda. Estudiaba en el instituto Southwest High School en Fort Worth y era la conductora del Oldsmobile 98 de color marrón.
Lisa Renee Wilson era la mediana, de 14 años en el momento de su desaparición. Era una chica de tez clara, de 1,57 metros de altura y 50 kilos, cabello castaño claro ondulado, ojos marrones y tenía una cicatriz en la parte posterior de uno de sus muslos. La familia confirmó que el día de su desaparición llevaba unos pantalones de cadera de color púrpura, una sudadera blanca con el texto "Sweet Honesty", zapatos Oxford rojos y blancos y un anillo de prometida con una sola piedra clara. Su novio, de 15 años, se lo había regalado esa misma mañana. Iban a asistir después juntos a una fiesta, donde estaba deseosa de poder lucirlo.
La más joven, Julie Ann Moseley, tenía 9 años. Medía 1,30 m de altura, pesaba cerca de 40 kilos, tenía el pelo rubio arenoso, que le llegaba hasta los hombros y ojos azules. Tenía tres cicatrices pequeñas: una debajo del ojo izquierdo, otra en la frente y una tercera en la parte posterior de la pantorrilla. Fue vista por última vez llevando una camisa roja con jeans oscuros y zapatillas de tenis rojas.
El caso conmocionó a Fort Worth y al estado de Texas, y dejó a las familias adaptándose dolorosamente a la vida sin sus hijas. A lo largo de los años posteriores se llevaron a cabo miles de seguimientos de pistas, se rastrearon millares de hectáreas en su búsqueda y se entrevistaron a centenares de personas, todo sin éxito.

## Desaparición
En la mañana del 23 de diciembre de 1974, poco antes del mediodía, Rachel Trlica y Renee Wilson, junto con Julie Ann Moseley, se dispusieron a ir de compras navideñas tras declinar la hermana dos años mayor de Rennee, mientras Julie Ann pidió acompañarlas en el último minuto porque "no quería pasar el día sola". Rachel le comentó que necesitaba autorización de sus padres, de lo contrario no podía llevarla. Julie Ann entró corriendo al domicilio y llamó a su madre, Rayanne Moseley. Tiempo más tarde, declararía, recordando aquella mañana que no quería que su hija fuera al centro comercial. "Conocía a Renee y a su madre, pero no a Rachel [...] ella [su hija] seguía quejándose de que no quería quedarse en casa sin nadie con quien jugar... Finalmente cedí, pero le dije que estuviera en casa antes de las seis". Las chicas mayores, especialmente Renee, querían regresar a las 16:00 horas, con tiempo para poder ir más tarde a una fiesta prenavideña que tenían.
Primero se dirigieron a una tienda de la Armada de los Estados Unidos que había en la ciudad, donde Renee debía recoger algunos artículos que tenía encargados. Desde allí, se dirigieron al centro comercial Seminary South, ubicado al sur de la ciudad, en el 4200 de South Freeway. Varios testigos relatarían más tarde haber visto a las chicas en el centro comercial ese día. Cuando no regresaron a casa, sus familiares, preocupados, se marcharon al centro comercial para buscarlas. Cuando llegaron, en torno a las 18:00 horas, encontraron el automóvil de Rachel estacionado en el aparcamiento del nivel superior. Parecía que hubieran regresado en algún momento al vehículo porque los regalos que habían comprado fueron encontrados en el maletero. La familia se quedó toda la noche en el centro comercial esperando que regresaran.

## Búsqueda e investigación
Cuando no regresaron, se llamó al Departamento de Policía de Fort Worth y el caso se entregó rápidamente a la División de Jóvenes de la Oficina de Personas Desaparecidas. Como era por entonces habitual, la policía suponía que las jóvenes eran fugitivas voluntarias. Como para probar este punto, al día siguiente Tommy Trlica, el esposo de Rachel, recibió una carta en el buzón de su casa que parecía estar escrita por Rachel.

"Sé que voy a atraparlo, pero tuvimos que escaparnos. Nos vamos a Houston. Nos vemos en aproximadamente una semana. El auto está en el piso superior de Sears. Con amor, Rachel.

Curiosamente, la carta estaba escrita en tinta, pero el sobre con la dirección escrito a lápiz y la carta estaba escrita en una hoja de papel que era más ancha que el sobre. Estaba dirigido a Thomas A. Trlica, el nombre completo y bastante más formal que Tommy, a secas, que era como le llamaba Rachel. Precisamente, el nombre de la chica, escrito en la esquina superior izquierda del sobre, parecía estar inicialmente mal escrito, ya que la "l" en su nombre estaba escrita como una "e" en minúscula, pero luego había sido revisada nuevamente para formar la "l" correcta. El matasellos no contenía una ciudad, solo un código postal borroso que parecía ser "76083", sin embargo, el número "3" parece estar al revés, como si tal vez se hubiera aplicado con un sello cargado a mano o un "8" parcial. 
El código postal, si fuese el "76038", correspondía a la ciudad de Eliasville, cerca de Throckmorton (Texas). Si se tratara del "76088", este procedía de Weatherford, también en Texas. Durante las décadas de 1970 y 1980, expertos grafólogos de todo el país examinaron la carta, incluido el FBI, que la examinó tres veces, pero cada vez los resultados no fueron concluyentes.
A pesar de recibir la carta, las familias no creían que fuera escrita por Rachel ni que las jóvenes se hubieran escapado. Rayanne Moseley, la madre de Julie Ann, declaró: "Conozco a mi hija, y conozco a esas otras chicas y no son fugitivas". Judy Wilson, la madre de Renee, también negaba que buscaran escaparse. "Renee quería ir a esa fiesta. Y no va ningún niño de nueve años a salir corriendo dos días antes de Navidad. ¡Todos lo saben!". Francis Langston, la madre de Rachel, creía que habían sido secuestradas y dijo: "Mucha gente puede pensar que se fueron con alguien que conocen, pero siempre pensaré, hasta el día de mi muerte, que las chicas fueron secuestradas".
No dispuestas a ceder, las familias continuaron su búsqueda distribuyendo folletos y volantes de personas desaparecidas por todo el estado y contactando periódicos de todo el país. Finalmente, comenzaron a llegar supuestas pistas y los testigos comenzaron a presentarse.
A principios de 1975, un joven que afirmaba ser conocido de Rachel se adelantó y dijo que las vio en el departamento de discos de una tienda de música dentro del centro comercial justo antes de que desaparecieran. Al parecer, él y Rachel se vieron y hablaron brevemente. El hombre afirmó que otra persona parecía estar con las chicas. Durante este mismo tiempo, se encontró alguna ropa femenina en el área de Justin (Texas), y se investigó alguna posible relación, sin llegar a ningún resultado positivo.
Para la primavera de 1975, las familias se frustraron con la investigación policial y decidieron contratar a un detective privado llamado Jon Swaim. En agosto de 1975, Swaim descubrió que un hombre de 28 años estaba haciendo una serie de llamadas telefónicas obscenas en el área. Este hombre había trabajado para una tienda en el sur de Fort Worth donde Rachel había solicitado un trabajo justo antes de Navidad. Se descubrió que estaba usando su puesto para obtener información de mujeres jóvenes que habían solicitado trabajo en su tienda o que figuraban como referencias. Seis mujeres que habían solicitado trabajo en esta tienda habían estado recibiendo después llamadas telefónicas obscenas. También había vivido en el vecindario de los padres de Rachel, pero se mudó poco antes de que ella se casara y se fuera. Al final, nada salió de este sospechoso.
En abril de 1975, Swaim había ido a Port Lavaca con 100 voluntarios para buscar debajo de los puentes en el área después de recibir un aviso de que las jóvenes habían sido asesinadas y llevadas allí. Sin embargo, no se encontraron rastros de las tres. Un año después, se informó que un equipo de perforación petrolera había encontrado tres esqueletos en un campo a las afueras de Alvord. Dichos restos óseos fueron revisados con radiografías y comparados con registros dentales de las desaparecidas, pero se determinó que los huesos pertenecían a un adolescente de 15 a 17 años de edad y a otras dos mujeres que no fueron identificadas como las chicas.
En marzo de 1976, un psíquico llamó a una de las familias y les dijo que podían encontrar a las niñas cerca de un pozo petrolero. Por alguna razón, los buscadores se centraron en la pequeña comunidad de Rising Star, a las afueras de Abilene, pero nunca se encontró nada. En 1979, Jon Swaim murió tras una sobredosis de drogas. Su muerte fue posteriormente declarada suicidio. Había ordenado que tras su muerte todos sus archivos en el caso fueran destruidos.
En la primavera de 1981, los investigadores de la policía fueron llamados a un lugar en el condado de Brazoria después de que se encontraron restos humanos en un área pantanosa. Después de un mes de investigación, descubrieron que los huesos no pertenecían a las tres jóvenes.
En enero de 2001, el caso fue reabierto y asignado a un detective de homicidios, Tom Boetcher, quien creía que las muchachas salieron del centro comercial con alguien en quien confiaban. "Podemos decir que fueron vistas en un momento con un individuo, pero creemos que hubo más de uno involucrado".
A lo largo de los años, los buscadores siguieron peinando el estado de Texas y explorado cientos de caminos secundarios. Las familias siguieron cauces de arroyos y caminos rurales sin éxito. Décadas después de su desaparición, no ha habido novedades en el caso.

## Otros posibles testigos
Un empleado de la tienda se acercó en el momento de la desaparición y dijo que una mujer le dijo que las había visto en el centro comercial ese día. La mujer informó que vio a tres niñas ser obligadas a subir a una camioneta amarilla cerca de la tienda de comestibles Buddies en el centro comercial. Se describió que el vehículo tenía luces encima. Sin embargo, esta testigo nunca pudo ser localizada por la policía y la historia nunca se verificó.
En 1981, años después de la desaparición, un hombre dijo que había estado en el estacionamiento ese día y había visto a un hombre forzando a una niña a subir a una camioneta. El hombre de la camioneta le dijo que era una disputa familiar y que debía mantenerse al margen.
En 2018, se sacaron dos automóviles del lago Benbrook porque se pensaba que tenían una conexión con el caso. Sin embargo, estos esfuerzos no arrojaron resultados.

## Artículos relacionados
- El trío de Springfield